# Astyanax mexicanus
Astyanax mexicanus ist ein ursprünglich in Texas und New Mexico sowie in Nord- und Zentralmexiko lebender Süßwasserfisch aus der Familie der Salmlerfamilie Acestrorhamphidae. Die Schwarmfische werden etwa zehn bis zwölf Zentimeter groß.

## Namen
Ursprünglich wurde die Art als Tetragonopterus mexicanus aus der Nähe von Mexiko beschrieben. Später wurden die Fische lediglich als Unterart Astyanax fasciatus mexicanus betrachtet, dann aber wieder nicht nur als eigenständige Art, sondern sogar als Artkomplex, was auch durch neuere genetische Untersuchungen bestätigt scheint.

## Merkmale
Es handelt sich um überwiegend silbrig gefärbte Fische von typischer Salmlergestalt, lediglich die Fett- und Schwanzflosse sind gelblich getönt, letztere mittig unterbrochen von einem schwarzen Strich, der sich bis zum Kiemendeckel ausdehnen kann, besonders gut aber auf der Caudale und dem Schwanzstiel zu erkennen ist. After-, Brust- und Bauchflossen können leicht rötlich getönt sein. Die Rückenflosse ist farblos transparent.
Die Salmler gelten trotz ihrer mäßigen Größe als aggressiv und da sie auch räuberisch von Jungfischen anderer Arten ernähren, werden sie in den USA als problematisch angesehen, zumal sie dort in verschiedene Gewässer verschleppt wurden (vermutlich als überzählige Köderfische). Inzwischen sind sie auch in anderen Bundesstaaten heimisch (z. B. in Arizona, Kalifornien, Louisiana, Oklahoma und Ohio).

## Höhlenformen

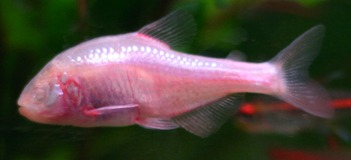
Der Blinde Höhlensalmler stellt eine eigene Art Astyanax jordani dar.

Nach neueren Untersuchungen scheint es sich bei den sogenannten Höhlenformen um mindestens eine eigenständige Art zu handeln, da sie genetisch verschieden sind,. Yamamoto & Jeffery (2000) konnten zwar nachweisen, dass sich auch bei Höhlensalmler-Embryos zunächst Augen ausbilden, später in der Entwicklung aber zerstört werden, weil ein Gen namens pax6 deaktiviert wird. Wurde den Embryos von an der Oberfläche lebenden Astyanax mexicanus ein Protein namens Sonic hedgehog verabreicht, bildeten sie kleinere Netzhäute und fast keine Augenlinsen aus. Wenn man umgekehrt den Embryos der Höhlensalmler (Astyanax jordani) eine Chemikalie verabreichte, die das Sonic-Hedgehog-Protein hemmt, konnten auch diese Fische eine fast um ein Drittel größere Linse ausbilden als normal. Dennoch konnte aus einem Höhlensalmler durch bloße Proteingabe im Embryonalstadium kein Oberflächenfisch geschaffen werden – ein weiterer Hinweis darauf, dass A. mexicanus eine andere Art ist als der Höhlensalmler (A. jordani).